# Living Time
Living Time ist ein Jazzalbum des Pianisten  Bill Evans mit einem Studioorchester unter Leitung von George Russell, der auch die Kompositionen und Arrangements beisteuerte. Die Aufnahmen entstanden im Mai 1971 in New York City und wurden 1972 bei Columbia Records veröffentlicht. Die CD-Version des Albums erschien erstmals 1988 in Japan.

## Hintergrund
Bill Evans bekam nach dem Ende seines Vertrags mit Verve Records 1971 die Gelegenheit, ein Album für das Major-Label Columbia aufzunehmen, The Bill Evans Album, das ihn sowohl am E-Piano als auch auf dem akustischen Piano in einem Standard-Trio-Setting (mit dem Bassisten Eddie Gomez und dem Schlagzeuger Marty Morell) präsentierte. Nachdem diese LP zwei Grammy Awards erhalten hatte, stellte man ihm seitens des Labels Columbia ein großzügiges Budget für ein Folgeprojekt zur Verfügung; Bill Evans beauftragte daraufhin den Arrangeur und Komponisten George Russell mit einem Werk für Bigband. Russell, mit dem der Pianist bereits Ende der 1950er-Jahre (Jazz in the Space Age) zusammengearbeitet hatte, schrieb eine achtteilige Suite, die er als „eine Reflexion der gesamten Musik-Szene der sechziger Jahre“ beschrieb – mit Elementen von Pop, Rock, Avantgarde Jazz und Neoklassizismus.
In einer Anzeige im Down Beat bewarb Columbia Records Living Time als „Überraschungsalbum des Jahres“; für das Label war es eher „eine unangenehme Überraschung“, denn die LP erwies sich als finanzielles Fiasko. Evans’ Vertrag wurde nicht erneuert – am selben Tag, an dem auch Ornette Coleman (nach Skies of America), Keith Jarrett (Expectations) und Charles Mingus (Let My Children Hear Music) ihre kurze Liaison mit Columbia Records beenden mussten und Produzent Clive Davis mehr auf Fusion-Produktionen setzte. Evans drückte Verbitterung über diese Entscheidung aus, auch darüber, wie Clive Davis ihn nach den Grammy-Auszeichnungen behandelt habe.

## Titelliste
- Bill Evans, George Russell Orchestra: Living Time (Columbia – KC 31490[1])

A1  Event I  3:50

A2  Event II  8:22

A3  Event III  2:47

A4  Event IV  5:30

B1  Event V  11:52

B2  Event VI  4:13

B3  Event VII  2:07

B4  Event VIII  5:38
- Alle Kompositionen stammen von George Russell.

## Rezeption
Jan Stevens führte an, dass im Allgemeinen Living Time als „das seltsamste Album“ betrachtet würde, das Bill Evans jemals aufgenommen habe, was an seinem „Avantgarde-Charakter, seinen sonderbaren Instrument-Gruppierungen und seinen oft dissonanten Teilen liegt.“ Sein damaliger Schlagzeuger Marty Morell bezeichnete die LP später als „ein Desaster“, und dass dies der Grund für die Beendigung des Kontrakts des Pianisten mit Columbia gewesen sei. Nach seiner Ansicht hätte Russell einfach irgendetwas genommen, was er sonst für große Ensembles geschrieben und darin noch ein paar Teile für Bill Evans’ Trio eingefügt habe:
„Eddie und ich – und eben auch Bill – schauten uns während der Aufnahmesitzung mit verwirrtem Ausdruck an, als wollten wir sagen: ‚Was geht hier vor?‘“
“Eddie and I – and even Bill — kept looking at each other during the date with confused expressions as if to say ‘what is going on?’”
Nach Ansicht von Hanns E. Petrik enthielt Living Time weder „ausladend swingende Passagen oder gar typisch introvertiertes Bill-Evans-Spiel“; Russell habe stattdessen in rascher Folge Tempo, Rhythmik, Stimmung und solistische Einsätze geändert. Auf der A-Seite der LP (Event I-IV) würde Evans daher nur eine „Rahmen-Rolle im Gesamt-Ensemble“ bilden. Erst im fünften Event habe der Pianist Gelegenheit zu einem ausgedehnten Beitrag, zum Teil inmitten kollektiven Spiels mehrerer Instrumente. Petrik hebt ansonsten den „progressiven Big-Band-Sound“ in einigen Passagen hervor, etwa „die wuchtigen von E-Baß und Tuba unisono gespielten Figuren im zweiten Event.“
Scott Yanow, der dem Album in Allmusic lediglich zwei (von fünf) Sternen verlieh, meinte, nach Russells bedeutenderen Alben Ende der 1950er-Jahre sei die Musik auf Living Time unglücklicherweise kaum von Interesse. In Russells ausgedehntem und episodischem Werk sei trotz der großen Namen in der Big Band (darunter Jimmy Giuffre, Sam Rivers und Joe Henderson) der Fokus durchgehend auf Evans’ akustisches und elektrisches Piano ausgerichtet. „Das Problem ist, dass die Musik etwas langweilig und überraschenderweise leicht zu vergessen ist.“ (rather dull and surprisingly forgettable)
Leonard Feather notierte 1980 in Contemporary Keyboard: „Zwangsläufig wurden Anstrengungen unternommen, Bill [Evans] davon zu überzeugen, seinen Stil mehr zu kommerzialisieren, besonders in seiner Phase bei Columbia Records, wo einer der Geschäftsführer ihn als einen altmodischen Pianisten bezeichnete“.
Positiver rezensierte der Autor des Rolling Stone Jazz Record Guide; Living Time sei in erster Linie „George Russells Album, eine unterhaltsame und radikale Verwendung eines Jazzorchesters.“